# Utrigurok

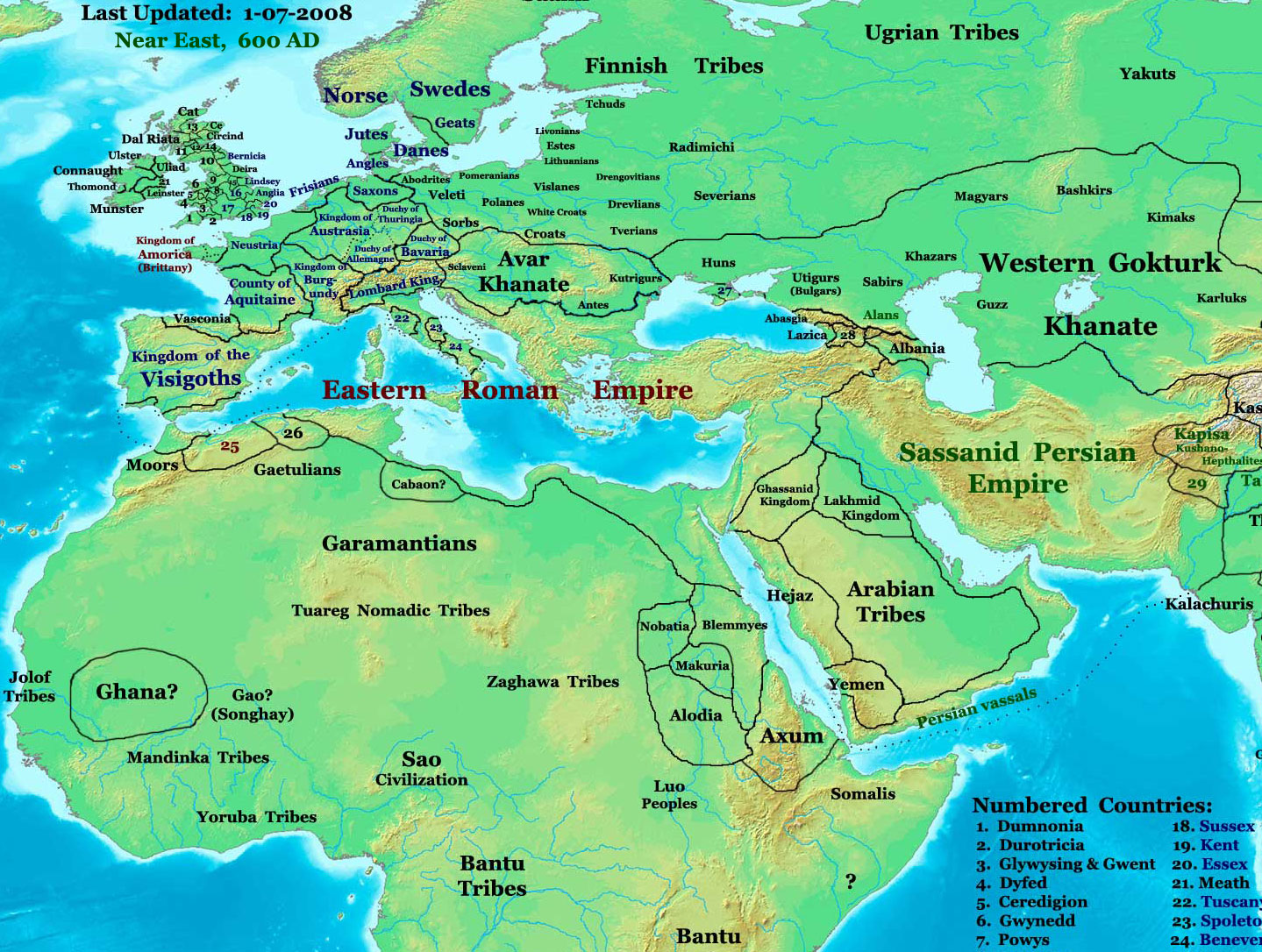
Európa i. sz. 600 körül, amin fel vannak tüntetve az utigurok és szomszédjaik.

Az utigurok (Prokopiosznál outigouroi: Ουτιγουροι), más forrásokban utrigurok, uturgurok stb. az ogurok ágazatának egyik törzsszövetségét alkották. Prokopiosz és munkájának folytatói, Agathiasz és Menandrosz Protektor említik őket. A kelet-európai pusztán, a Dontól keletre éltek, az 5–6. században.
Róna-Tas András szerint az utigur név jelentése „harmincogur”, a kutrigur név értelme pedig „kilencogur”, az onoguré „tízogur”. E nevek – mondja Róna-Tas – az ogurok felbomló és újraegyesülő törzsszövetségeinek történetét jelzik. A Hun Birodalom fennállásának idején, és utána egy ideig, a pusztán nagy számban laktak ogurok.
Ezzel szemben, Sebestyén Gyula szerint, a szóban forgó nevek jelentése kut-urgur (kotrigur): hat-ugor és ut-urgur (utigur): öt-ugor.
Az 558–559. év telén I. Iusztinianosz, bizánci császár az utigurok fejedelméhez fordult, hogy támadják meg a kutrigurokat, mivel ezek akkor Bizáncot fenyegették. A császár cserébe nekik ígérte a kutriguroknak eddig, a béke fejében fizetett évi adót. Az eseményt Menandrosz Protektor írta le részletesen. Az utigurok fejedelme válaszában megígérte, hogy elszedik a kutrigurok lovait, hogy ne tudjanak Bizáncra támadni. Elutasította viszont, hogy teljesen kiirtsák őket, arra hivatkozott, hogy a kutrigurok az ő rokonaik, közös nyelvet beszélnek, szokásaik, származásuk hasonló.